# Ted Wheeler
Edward Tevis Wheeler (Oakton, 31 agosto 1962) è un politico statunitense, sindaco di Portland dal 1º gennaio 2017. È stato tesoriere dello stato dell'Oregon dal 2010 al 2016.

## Biografia
Wheeler, originario dell'Oregon, è nato a Portland da una famiglia con radici e ricchezza nell'industria del legno dell'Oregon. Suo padre, Sam Wheeler, era vicepresidente esecutivo presso Willamette Industries, una società di legname costituita nel 1967 dalla fusione di diverse aziende più piccole, inclusa una fondata dalla famiglia Wheeler nel 1912 nell'omonimo Wheeler. Ha frequentato le Portland Public Schools, diplomandosi alla Lincoln High School. Ha conseguito una laurea in economia presso la Stanford University nel 1985. Ha inoltre conseguito un MBA presso la Columbia University nel 1989 e un master in politiche pubbliche presso la Harvard University. heeler ha lavorato per diverse società di servizi finanziari, tra cui la Bank of America e il Copper Mountain Trust.

### Commissario della contea di Multnomah
Wheeler era di idee repubblicane fino al 2001 e descritto come "il ricco erede di una fortuna in legno controllata dai conservatori sociali e fiscali". Nel 2006, considerato un democratico moderato, ha sconfitto il presidente in carica della contea di Multnomah, Diane Linn, per diventare presidente del consiglio dei commissari della contea, entrando in carica nel gennaio 2007.
Wheeler ha lavorato con i suoi colleghi per riequilibrare il bilancio della contea che aveva richiesto tagli per 22,3 milioni di dollari nel 2009. Wheeler si è anche battuto per preservare i programmi della rete di sicurezza sociale ed eliminare le commissioni nascoste dalle carte di debito emesse dallo stato. A seguito della perdita di quasi 16 milioni di dollari negli investimenti dell'Oregon Common School Fund e dell'Oregon Public Employees Retirement Fund, Wheeler ha co-intentato una causa legale collettiva con il procuratore generale Ellen Rosenblum per recuperare i soldi dopo che le aziende avevano indotto in errore gli investitori.
Costruire, preservare e aggiornare lo spazio pubblico e le infrastrutture era al centro dell'attenzione durante il periodo di Wheeler come Commissario di contea. Ha guidato gli sforzi per costruire nuove biblioteche a Kenton e Troutdale  e per costruire il nuovo tribunale della contea orientale nella contea di Multnomah. Wheeler ha anche combattuto per finanziare le riparazioni del fatiscente Sellwood Bridge.
Sotto Wheeler Portland è diventato il primo comune dell'Oregon a " Ban the Box ", la riduzione della discriminazione sul lavoro nei confronti dei residenti con precedenti penali cancellando sui moduli la richiesta di indicare se avessero commesso reati.

### Rieletto nel 2020
Nelle elezioni del 2020, Wheeler ha vinto un secondo termine, sconfiggendo Sarah Iannarone e altri candidati. È la prima volta dal 2000 che un sindaco di Portland viene rieletto.

## Vita privata
Ha sposato nel 2005 Katrina Maley. La coppia, che ha una figlia e viveva nel sud-ovest di Portland, ha divorziato nel gennaio 2020. Da allora Wheeler si è trasferito in un appartamento nella parte occidentale di Portland.